# 10245 Inselsberg
A 10245 Inselsberg (ideiglenes jelöléssel 6071 P-L) a Naprendszer kisbolygóövében található aszteroida. Cornelis Johannes van Houten,  Ingrid van Houten-Groeneveld és Tom Gehrels fedezte fel 1960. szeptember 24-én.